# 日本黑人
日本黑人是擁有撒哈拉以南非洲血統的日本公民或居民。
16世紀中葉，歐洲海商抵達日本時，將非洲人作為船員或奴隸帶到日本。織田信長的家臣彌助是一名可能來自莫桑比克的非洲男子，於16世紀後期與耶穌會傳教士亞歷山德羅·瓦利尼亞諾一起抵達日本。2015年，在日本出生，母親是日本人，父親是非裔美國人的宮本亞莉安娜成為第一位獲得日本環球小姐稱號的混血佳麗。